# بنيامين زوكرمان
بنيامين زوكرمان (بالإنجليزية: Benjamin Zuckerman) (و. 1943 – م) هو فيزيائي من الولايات المتحدة الأمريكية . ولد في مدينة نيويورك.

## التعليم
تعلم في جامعة هارفارد، ومعهد ماساتشوست للتكنولوجيا

## مناصب وهيئات
أدار جامعة كاليفورنيا، لوس أنجلوس.

## جوائز
حصل على جوائز منها:
- Helen B. Warner Prize for Astronomy (1975)
- زمالة غوغنهايم.